# آداب أدوات الطعام

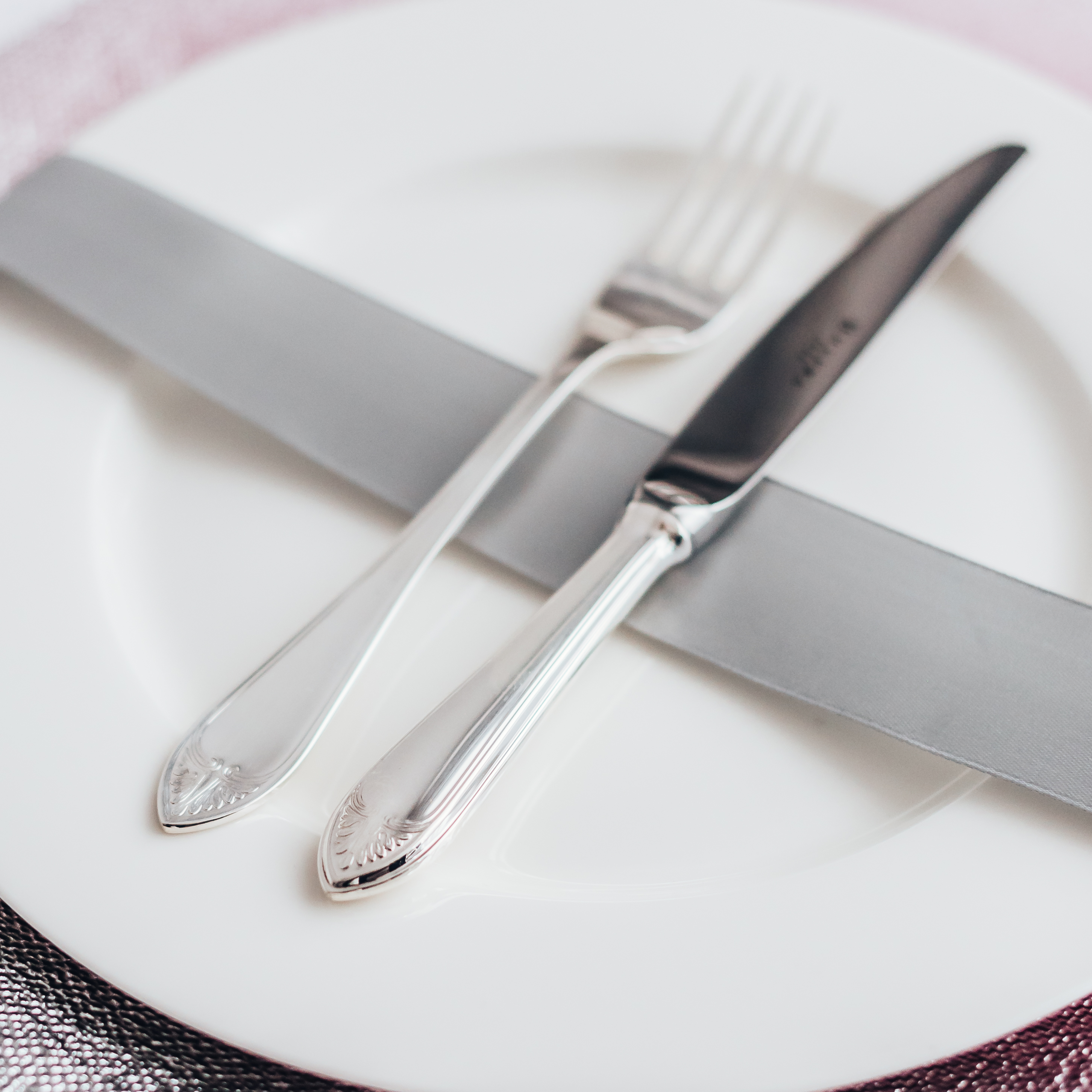
احدى ادوات الطعام الاساسية (الشوكة والسكينة).

آداب أدوات الطعام آداب ليست نتاج العصر الحديث، فمنذ صُنع أواني الطعام، استخدامت في طقوس تناول الطعام يوميًا والتي تغيرت باستمرار لتتكيف مع حضارات لا حصر لها في جميع أنحاء العالم. وضعت آداب الطعام لأول في قانون السلوك المسمى بـ«تعليمات بتاح حتب» الذي تم إنشاؤه في عهد الفرعون المصري القديم جديكاريسيزي ما بين عامي 2414-2375 قبل الميلاد. بعد ذلك بدأت العديد من الثقافات في تطوير قواعد السلوك الخاصة بها أثناء الوجبات وطرق وضع الأدوات على الطاولة والطرق المناسبة لاستخدامها. تغيرت آداب العصر الحديث كثيرًا على مدى نصف القرن العشرين، وأصبح لدى العديد من البلدان حول العالم تقاليدهم الخاصة فيما يتعلق بسلوك الناس في المناسبات العامة، وخاصة لتناول الطعام.

## آداب الشوكة
عندما تستخدم الشوكة جنبًا إلى جنب مع السكين لقطع وتناول الطعام في المائدات الاجتماعية الغربية، فإنه يوجد اسلوبان شائعان من آداب استخدام الشوكة. فعلى النمط الأوروبي، يمسك الشخص بالشوكة في يده اليسرى، بينما في النمط الأمريكي يتم نقل الشوكة بين اليد اليمنى واليسرى. والنمط الأمريكي هو الأكثر شيوعًا في الولايات المتحدة، ولكن النمط الأوروبي يعتبر مناسبًا في بلاد أخرى.
في الأصل، كانت الطريقة التقليدية الأوروبية -بمجرد اعتماد الشوكة كأداة طعام- هي نقل الشوكة إلى اليد اليمنى بعد قطع الطعام، حيث كان يعتبر من اللائق استخدام جميع أدوات الطعام باليد اليمنى فقط. تم نقل هذا التقليد إلى أمريكا من قبل المستعمرين البريطانيين وما زال يستخدم في الولايات المتحدة. وتبنت أوروبا أسلوب الأكل السريع في الأزمنة الحديثة نسبياً.